# 姐勒水库
姐勒水库（傣那文：ᥔᥧᥭᥰ ᥑᥧᥱ ᥓᥥ ᥘᥫᥴ:168）是中华人民共和国云南省德宏傣族景颇族自治州瑞丽市境内的一座中型水库，位于瑞丽坝头南卡河上。水库径流面积54.8平方千米，总库容2,512万立方米，防洪库容480万立方米，有三条灌溉渠，设计灌溉面积4.45万亩，实灌2.2万亩:217。

## 历史
姐勒水库于1958年10月“大跃进”时期筹建，1960年投入大规模施工，是个“三边”（边测量、边设计、边施工）工程，1961年开始蓄水。1964年主坝、副坝底涵输水隧洞、溢洪道、三条灌溉渠基本建成，同年主坝出现裂缝，蓄水后主、副坝背坡均出现渗水，后以灌土浆的方式修补，1965年又发现4条裂缝。1970年将蓄水放空进行检查，裂缝增加到16条。1976、1984、1992年三次进行加固工程:410-411:217。